# Orange (mangá)
Orange (オレンジ, Orenji) é uma série de mangá escrita e ilustrada por Ichigo Takano. Inicialmente era publicado pela revista Bessatsu Margaret da Shueisha em 2012, mas depois passou a ser publicado pela Monthly Action da Futabasha em 2013. No Brasil é publicado pela editora JBC. A adaptação cinematográfica em animé realizada por Mitsujirō Hashimoto, foi lançada no Japão a 12 de dezembro de 2015.

## Sinopse
No primeiro dia de aula, Takamiya Naho recebe uma carta misteriosa de si mesma 10 anos no futuro, que a aconselha a não realizar certas ações. Mas ela ignora, os amigos de Naho convidam o novo menino que chega de Tóquio, Kakeru, para sair  depois da escola. Mas algo terrível acontece a Kakeru nesse dia. Algo que poderia ter sido evitado se Kakeru regressasse à casa mais cedo.
A partir disso, Naho decide seguir as instruções recebidas do futuro, onde Kakeru não existe.

## Personagens
Naho Takamiya (高宮 菜穂, Takamiya Naho)
Kakeru Naruse (成瀬 翔, Naruse Kakeru)
Hiroto Suwa (須和 弘人, Suwa Hiroto)
Takako Chino (茅野 貴子, Chino Takako)
Saku Hagita (萩田 朔, Hagita Saku)
Azusa Murasaka (村坂 あずさ, Murasaka Azusa)

## Manga

### Volumes
| N.º | Lançamento original                                                  | Lançamento original                                        | Lançamento licenciado | Lançamento licenciado |
| N.º | Data de lançamento                                                   | ISBN                                                       | Data de lançamento    | ISBN                  |
| --- | -------------------------------------------------------------------- | ---------------------------------------------------------- | --------------------- | --------------------- |
| 1   | 25 de julho de 2012 (Shueisha) 25 de novembro de 2013 (Futabasha)    | 978-4-08-846804-4 (Shueisha) 978-4-575-84323-1 (Futabasha) | Outubro de 2015       | —                     |
| 2   | 22 de novembro de 2012 (Shueisha) 25 de dezembro de 2013 (Futabasha) | 978-4-08-846861-7 (Shueisha) 978-4-575-84324-8 (Futabasha) | Dezembro de 2015      | —                     |
| 3   | 22 de agosto de 2014                                                 | 978-4-575-84470-2                                          | Janeiro de 2016       | —                     |
| 4   | 20 de fevereiro de 2015                                              | 978-4-575-84575-4                                          | Fevereiro de 2016     | —                     |
| 5   | 12 de novembro de 2015                                               | 978-4-575-84709-3                                          | Março de 2016         | —                     |

## Anime
A adaptação para anime de Orange é produzida pela Telecom Animation Film e dirigida por Hiroshi Hamasaki e Naomi Nakayama, com Yūko Kakihara cuidando dos roteiros da série, Nobuteru Yūki projetando os personagens e Hiroaki Tsutsumi compondo a música. A série estreou em 4 de julho de 2016 em Tokyo MX e AT-X . A série foi transmitida simultaneamente no Crunchyroll fora da Ásia, enquanto Funimation produziu uma dublagem em inglês quando a série foi ao ar. A música tema de abertura é "Hikari no Hahen" ( 光の破片 , lit. Fragment of Light ) de Yu Takahashi , e a música tema de encerramento é "Mirai" ( 未来 , lit. Future ) de Kobukuro.
| Episódio | Nome                  | Data                   |
| -------- | --------------------- | ---------------------- |
| 1        | Primeira Carta        | 4 de julho de 2016     |
| 2        | Segunda Carta         | 11 de julho de 2016    |
| 3        | Terceira Carta        | 18 de julho de 2016    |
| 4        | Quarta Carta          | 25 de julho de 2016    |
| 5        | Quinta Carta          | 1 de agosto de 2016    |
| 6        | Sexta Carta           | 8 de agosto de 2016    |
| 7        | Sétima Carta          | 15 de agosto de 2016   |
| 8        | Oitava Carta          | 22 de Agosto de 2016   |
| 9        | Nona Carta            | 29 de Agosto de 2016   |
| 10       | Décima Carta          | 4 de Setembro de 2016  |
| 11       | Décima Primeira Carta | 11 de Setembro de 2016 |
| 12       | Décima Segunda Carta  | 18 de Setembro de 2016 |
| 13       | Carta Final           | 25 de Setembro de 2016 |

## Filme
Um anime, intitulado Orange: Future ( オレンジ -未来- , Orenji -Mirai- ), foi anunciado no final do episódio final do anime de televisão. O filme recontará a história principal da série do ponto de vista de Suwa, e também contará com uma história original escrita por Takano, que se passa após a série de anime e mangá. Sua estreia foi ao 2 semanas nos cinemas japoneses que estreou em 18 de novembro de 2016.